# Donjon de Bierbais
Le donjon de Bierbais est un donjon d'habitation des XIIe et XIIIe siècles situé à Hévillers, village de la commune belge de Mont-Saint-Guibert, en province du Brabant wallon.

## Localisation
Le donjon se dresse au numéro 6 de la rue de Bierbais, au nord du village de Hévillers, dans le grand parc à l'anglaise qui entoure le château de Bierbais et qui est bordé par la rivière Orne et par son affluent, la Houssière.
Au numéro 6 de la même rue se trouvent les Orangeries de Bierbais, construites en 1828 par l'architecte-paysagiste allemand Charles-Henri Petersen.
Le donjon se situe à 1,5 km à l'ouest d'un autre beau donjon de la région, la tour d'Alvaux, actuellement située dans un camping de la rue Val d'Alvaux, à l'extrémité nord-ouest du territoire du village de Nil-Saint-Vincent-Saint-Martin.

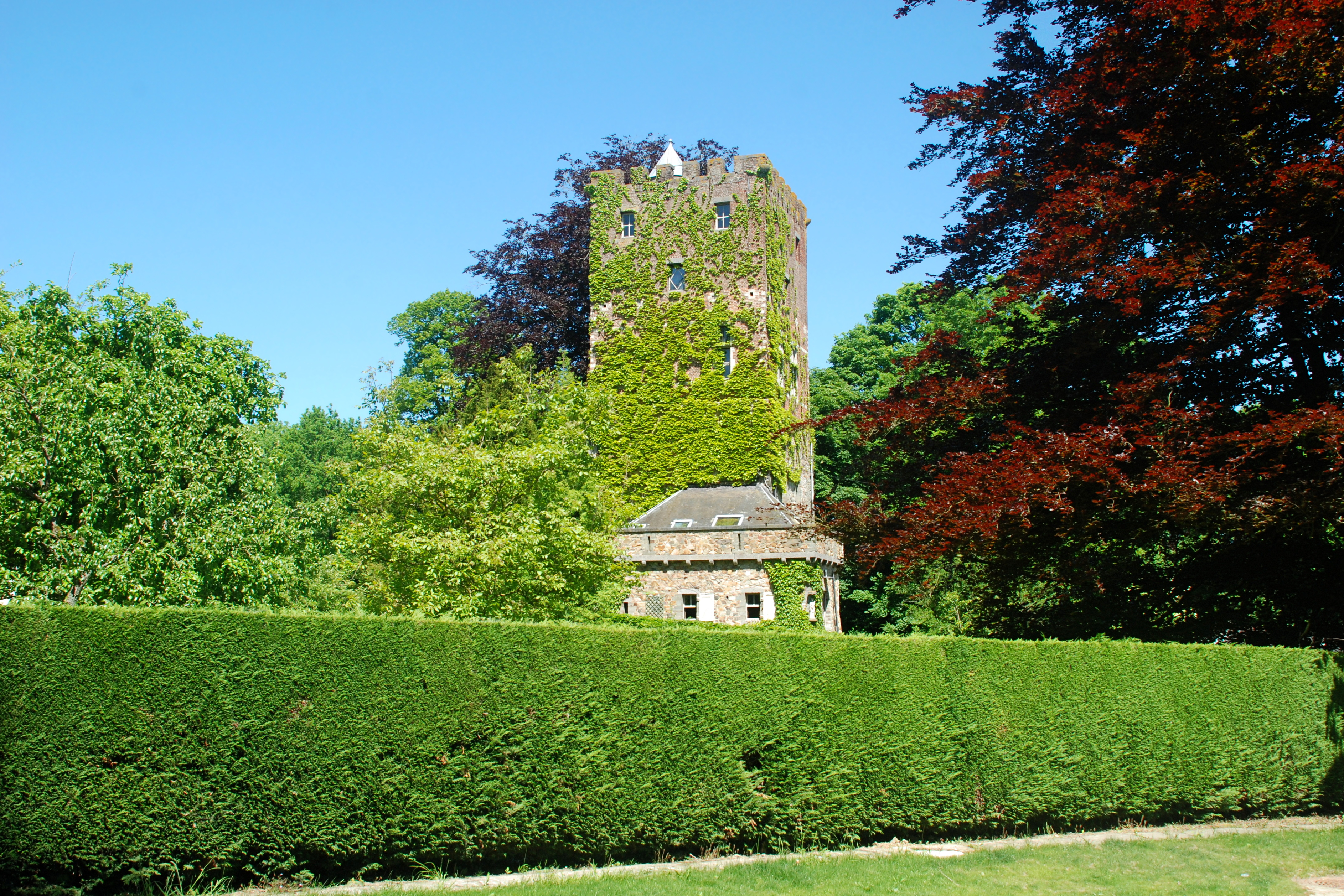
Le donjon dans le parc à l'anglaise.

## Historique
Le donjon est, avec l'ancienne chapelle castrale, le dernier vestige du domaine des seigneurs de Bierbais-Bierbeek,. Les seigneurs de Bierbais ou de Bierbeek étaient un puissant lignage brabançon du XIe au  XIVe siècle, nommés d'après leur seigneurie principale, Bierbeek, actuellement située en Brabant flamand.
Il s'agissait à l'origine d'un donjon-porche qui donnait probablement accès à un domaine clôturé incluant la chapelle castrale, qui subsiste encore aujourd'hui.
Le donjon résulte de nombreuses phases de construction et de transformations, :
- les deux premiers niveaux, édifiés en moellons, remontent aux XIIe et XIIIe siècles ;

- le troisième niveau, en briques et pierre blanche, date probablement du XVIIe siècle ;

- les deux derniers niveaux, réalisés en brique, ont été ajoutés vers 1820-1830, avec des tourelles aujourd'hui disparues ; de cette époque date également l'annexe de style néo-médiéval à la base du donjon ;

- les tourelles de style néo-médiéval ajoutées en 1820-1830 (une tourelle octogonale surmontée d'une seconde plus petite) sont supprimées vers 1907.

Le donjon a perdu sa fonction d'habitat au XVIIIe siècle au profit du château de Bierbais, de style classique.

## Classement
L'ensemble formé par le château de Bierbais, le donjon et la chapelle castrale fait l'objet d'un classement au titre des monuments historiques depuis le 1er février 1977 sous la référence 25068-CLT-0002-01.

## Architecture

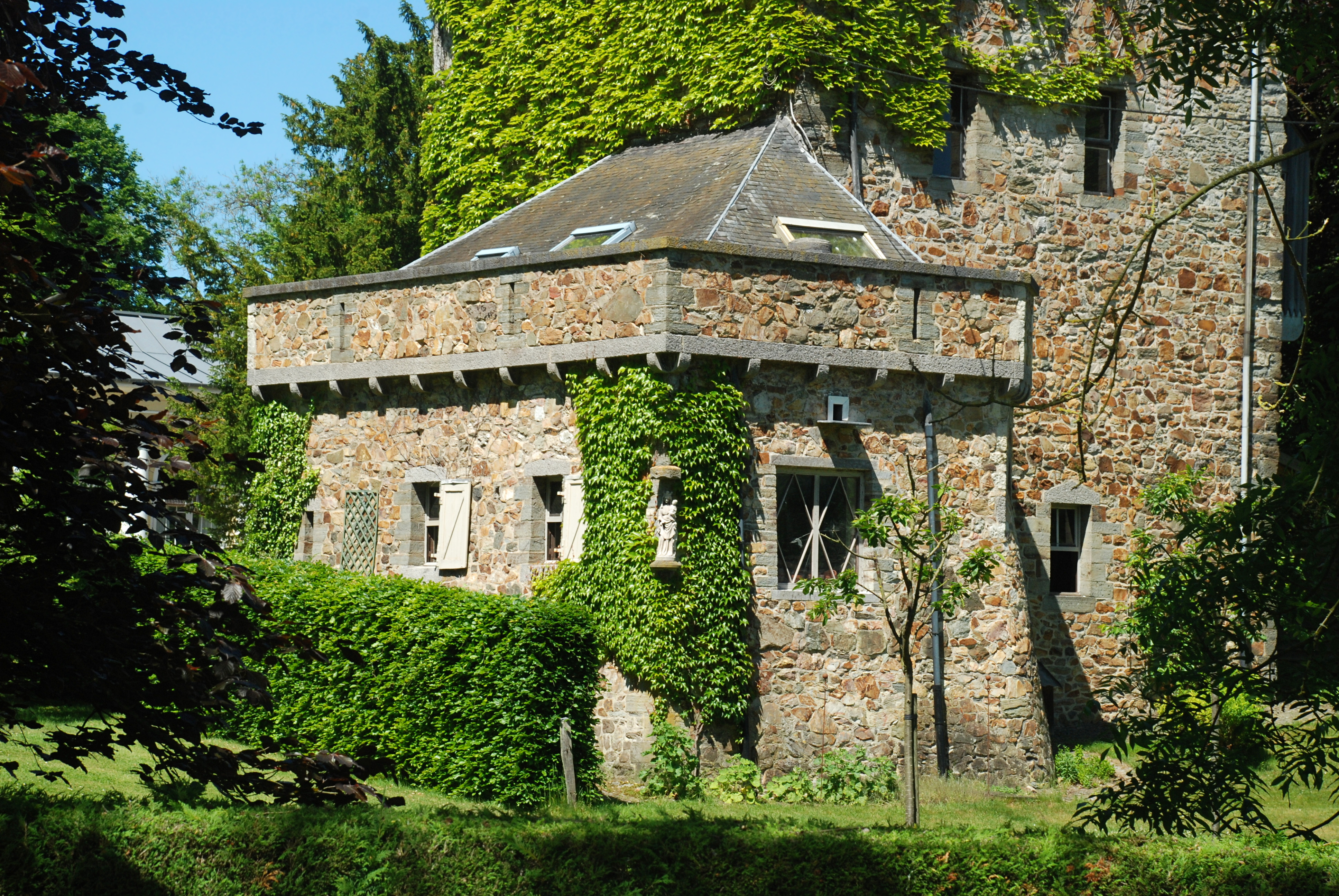
L'annexe de style néo-médiéval.

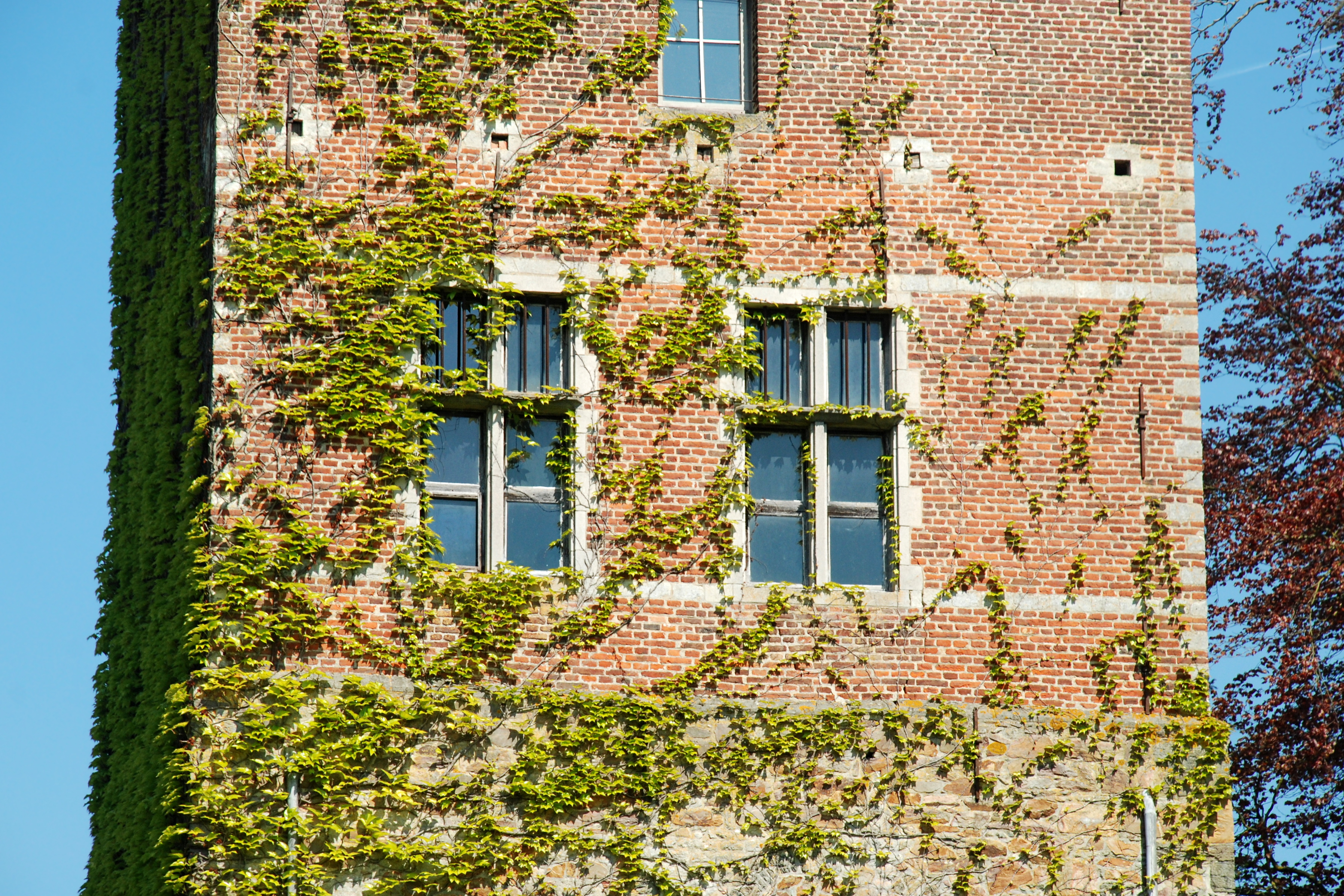
Détail des baies du troisième niveau.

L'ancien donjon d'habitation du lignage de Bierbais est une tour de forme presque carrée, de 8 à 9 m de côté.
Les deux premiers niveaux du donjon (XIIe et XIIIe siècles) sont édifiés en moellons de grès ferrugineux assemblés en appareil irrégulier, et cantonnés de chaînages d'angle en schiste,.
Ces deux niveaux sont percés de fenêtres dont les piédroits harpés portent un linteau monolithe en mitre (ou en bâtière). 
Adossée à la base du donjon, à l'ouest, l'annexe de style néo-médiéval ajoutée vers 1820-1830 est édifiée dans les mêmes matériaux que la base de la tour. Elle prend la forme d'une bretèche fortifiée surmontée d'un faux chemin de ronde en saillie, porté par des corbeaux en pierre bleue et percé de meurtrières.
Le troisième niveau de la tour (soit son deuxième étage, qui date probablement du XVIIe siècle), légèrement plus étroit que les niveaux inférieurs, est construit en briques, avec des chaînages d'angle, des bandeaux horizontaux et des trous de boulin en croisette en pierre blanche. Les bandeaux de pierre blanche soulignent les fenêtres, qui sont à croisée sur la face sud et à traverse sur la face ouest.
Les deux derniers niveaux, ajoutés vers 1820-1830 comme l'annexe adossée à la base de la tour, sont réalisés en briques légèrement plus sombres. Ils sont percés de fenêtres plus simples et surmontés d'une plate-forme à créneaux, qui a été simplifiée en 1907 avec la suppression de la tourelle octogonale, qui avait été ajoutée vers 1820-1830,. 

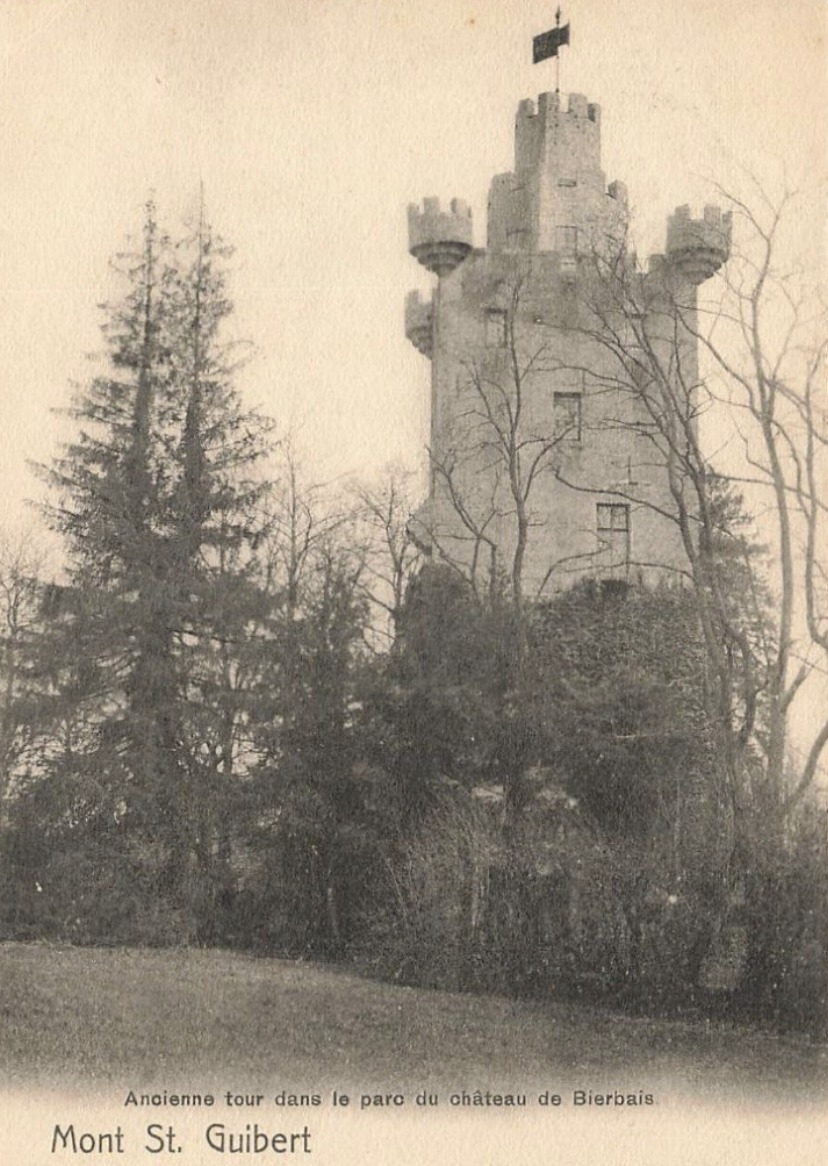
Le donjon sur une carte postale ancienne.
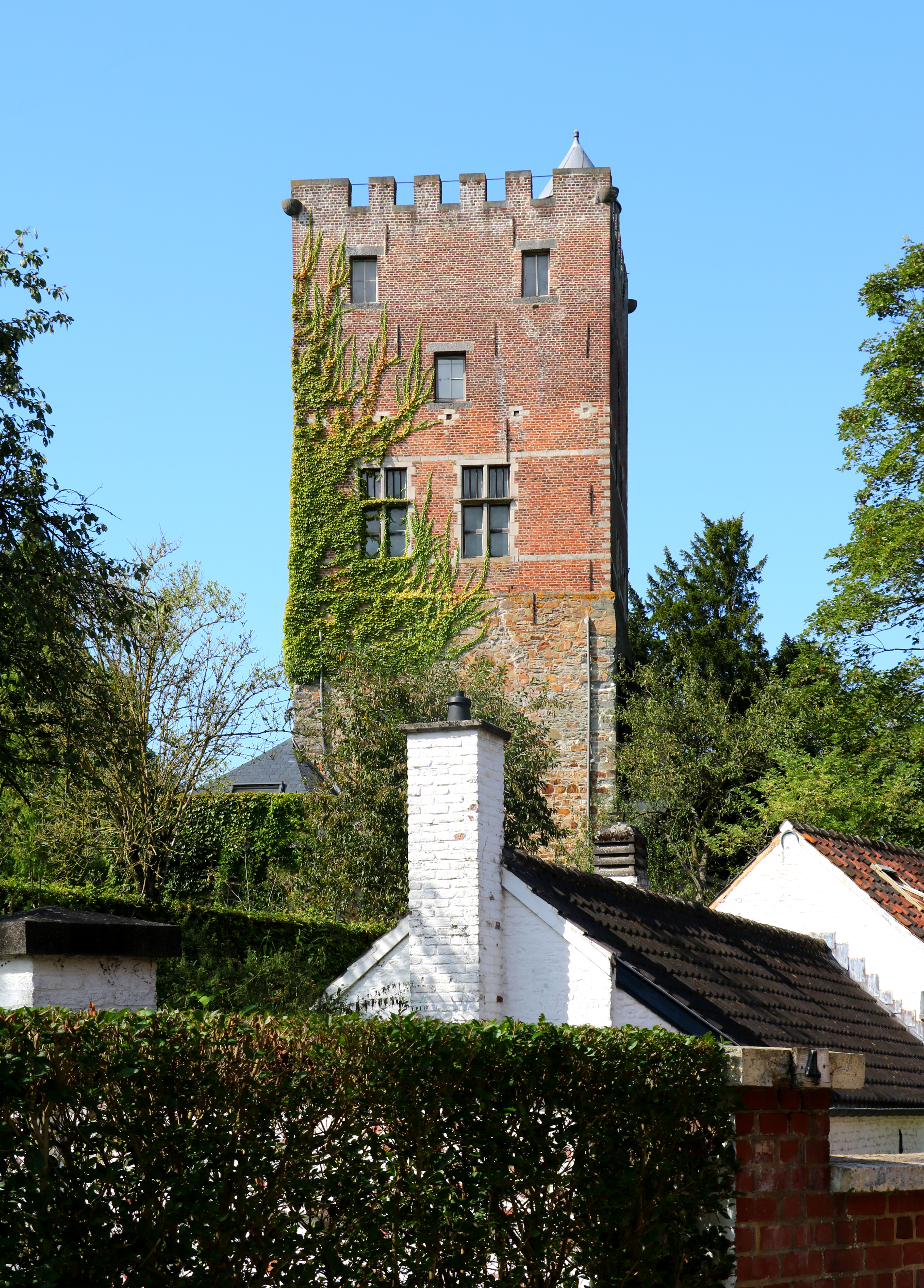
Le donjon vu du sud-est.
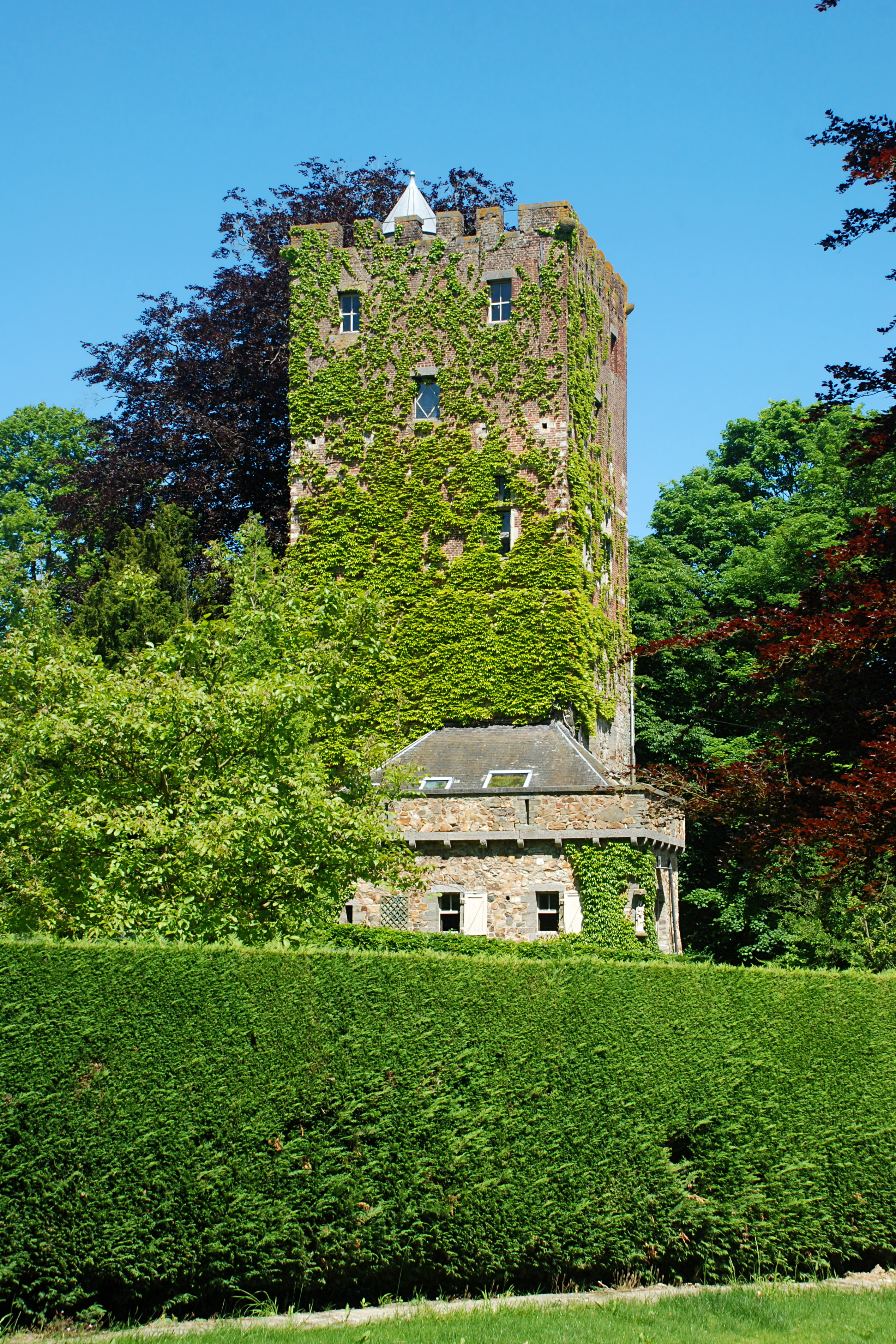
Le donjon vu du sud-ouest.
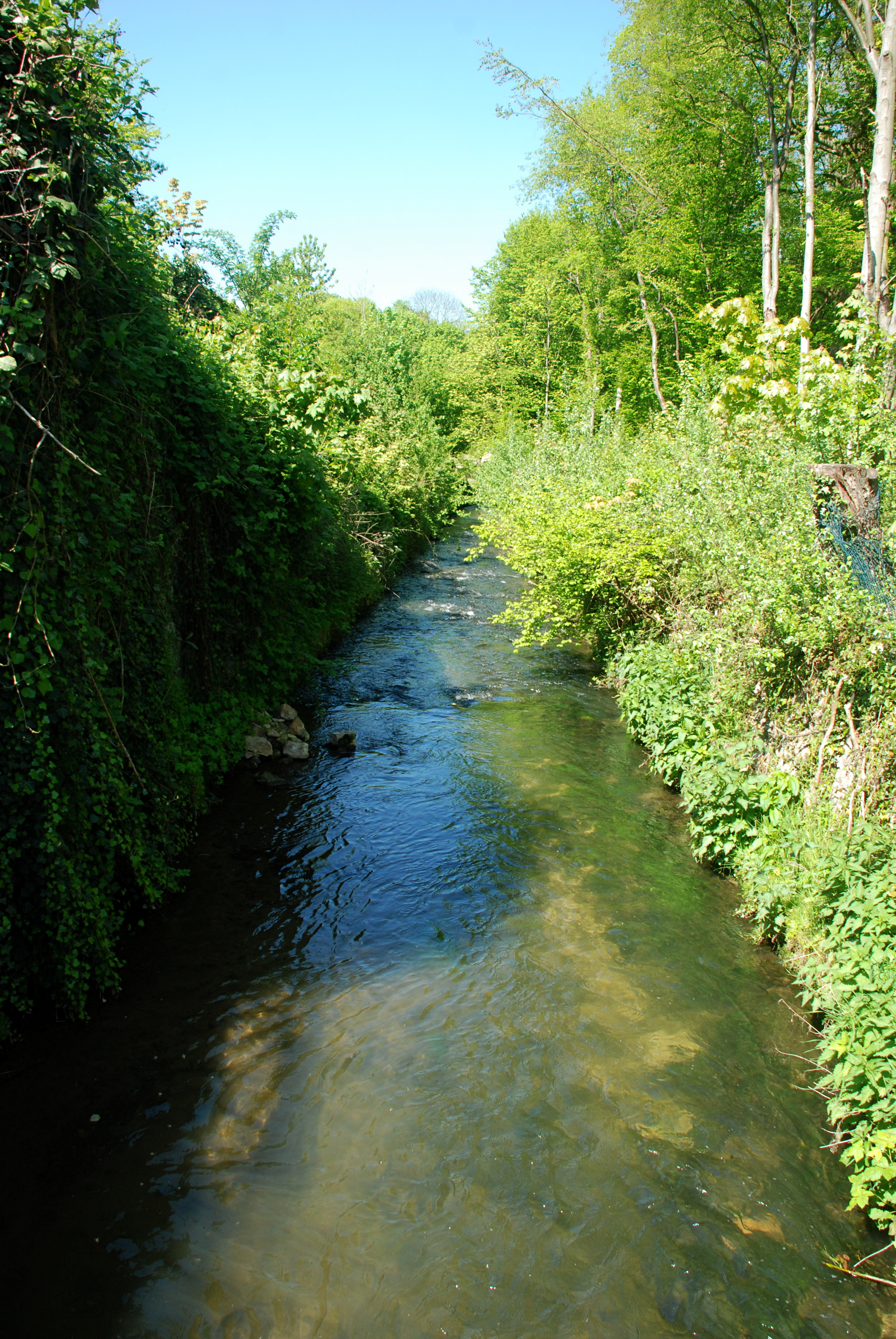
L'Orne en bordure du domaine.